# آن = آنوم
آن = آنوم، همچنین به نام فهرست خدای بزرگ نیز شناخته می‌شود، طولانی‌ترین فهرست خدایان بین‌النهرینی که باقی مانده است. این فهرست، گونه‌ای از فهرست واژگان است و خدایانی را رده‌بندی می‌کند که در خاور نزدیک باستان، عمدتا در عراق امروزی، پرستیده می‌شدند. گرچه فهرست‌های خدا از دوره نخستین دودمان (بین‌النهرین) شناخته شده‌است، آن = آنوم به احتمال زیاد در اواخر دوره کاسیان نوشته شده‌است.
این فهرست اغلب به اشتباه به عنوان فهرست خدایان سومری و همتاهای اکدی آنها توصیف شده‌است اما در واقع به روابط خانوادگی بین خدایان و نیز درباریان و حوزه‌های نفوذ آنها می‌پردازد. چهار لوح اول خدایان و الهه‌های اصلی (آنو، انلیل، نینهورسگ، انکی، سین، شمش، ادد و ایشتار) به همراه درباریان آنها به ترتیب اصول دین‌شناسی فهرست می‌کنند اما به نظر نمی‌رسد لوح‌های V و VI از یک سیستم روشن پیروی کنند. لوح VII پیوست متاخری است که نام‌های مردوک و یکی از درباریان او در آن درج شده‌است.

## محتوا

### لوح I
لوح I با آن، آنتو و اجداد آنها آغاز می‌شود. خادمان گوناگون آنها را نیز در بر دارد. یک زیربخش به پاپسوکال و حلقه اطراف او، از جمله همسرش آماساگنودی اختصاص دارد.